# Kamyszewka (rejon orłowski)
Kamyszewka (ros. Камышевка) – chutor w Rosji, w obwodzie rostowskim, w rejonie orłowskim. W 2021 liczył 1219 mieszkańców.